# Rząd Maxa Vladimira Becka
Rząd Maxa Vladimira Becka – rząd austriacki, rządzący Cesarstwem Austriackim od 2 czerwca 1906 do 15 listopada 1908.

## Skład rządu
- premier - Max Vladimir Beck
- rolnictwo – Leopold Auersperg, Alfred Ebenhoch
- handel – Josef Forscht, Franz Fiedler
- wyznania i oświata – Gustav Marchet
- finanse – Witold Korytowski
- sprawy wewnętrzne – Richard Bienerth
- sprawiedliwość – Franz Klein
- roboty publiczne – Albert Gessmann
- koleje – Julius Derschatta
- obrona krajowa – Franz Schönaich, Julius Latscher, Friedrich Georgi
- minister bez teki – Bedřich Pacák, Karel Prasek, Franz Peschka, Heinrich Prade
- minister bez teki (do spraw Galicji) - Wojciech Dzieduszycki (do 9 listopada 1907) i Dawid Abrahamowicz